# Betsy Gelenitis
Betsy Gelenitis es una deportista estadounidense que compitió en vela en la clase Laser Radial. Ganó una medalla de oro en el Campeonato Mundial de Laser Radial de 1983.

## Palmarés internacional
| Campeonato Mundial | Campeonato Mundial        | Campeonato Mundial | Campeonato Mundial |
| Año                | Lugar                     | Medalla            | Clase              |
| ------------------ | ------------------------- | ------------------ | ------------------ |
| 1983               | Gulfport (Estados Unidos) | Medalla de oro     | Laser Radial       |